# Hemerobius disparilis
Hemerobius disparilis is een insect uit de familie van de bruine gaasvliegen (Hemerobiidae), die tot de orde netvleugeligen (Neuroptera) behoort. 
Hemerobius disparilis is voor het eerst wetenschappelijk beschreven door Navás in 1936.